# Dirt (musikalbum)
Dirt är ett musikalbum med grungebandet Alice in Chains, utgivet den 29 september 1992. Det spelades in mellan mars och maj samma år i Eldorado Recording Studios i Burbank, Kalifornien, i London Bridge Studio i Seattle och i One on One Recording Studios i Los Angeles. Musikvideor gjordes till låtarna "Would?", "Them Bones", "Angry Chair", "Rooster", "Down in a Hole" vilka också släpptes som singlar. Tom Araya från Slayer gästar med sång på det obetitlade spår nio, senare kallad "Iron Gland". Producent för albumet var Dave Jerden tillsammans med bandet. Låten "Would?" finns också med som soundtrack i filmen Singels av Cameron Crowe från 1992.
Albumet spelades in då sångaren Layne Staley led av heroinmissbuk. Låtarna Sickman, Junkhead och Dirt handlar om Staleys erfarenheter kring detta. Låten Rooster rör sig om gitarristen Jerry Cantrells fars upplevelser som soldat i Vietnamkriget; ”Rooster” var hans smeknamn.[källa behövs]

## Låtlista
På en del utgåvor har låten "Down in a Hole" flyttats ner till låtspår 12
1. "Them Bones" (Cantrell) – 2:30
2. "Damn That River" (Cantrell) – 3:09
3. "Rain When I Die" (Cantrell/Kinney/Staley/Starr) – 6:01
4. "Down in a Hole" (Cantrell) – 5:38
5. "Sickman" (Cantrell/Staley) – 5:29
6. "Rooster" (Cantrell) – 6:15
7. "Junkhead" (Cantrell/Staley) – 5:09
8. "Dirt" (Cantrell/Staley) – 5:16
9. "God Smack" (Cantrell/Staley) – 3:50
10. Untitled ("Iron Gland") (Cantrell) – :43
11. "Hate to Feel" (Staley) – 5:16
12. "Angry Chair" (Staley) – 4:47
13. "Would?" (Cantrell) – 3:27

## Bandsättning
- Layne Staley (sång)
- Jerry Cantrell (gitarr)
- Mike Starr (elbas)
- Sean Kinney (trummor)

## Singlar
- 1992 – "Would?"
- 1992 – "Them Bones"
- 1993 – "Rooster"
- 1993 – "Angry Chair"
- 1993 – "Down in a Hole"